# Manobia monilis
Manobia monilis es una especie de insecto coleóptero de la familia Chrysomelidae. Fue descrita científicamente en 1984 por Samuelson.